# Денко Малеський
Денко Малеський (мак. Денко Малески) (1946), македонський державний діяч, дипломат.

## Біографія
Народився 14 листопада 1946 року в Скоп'є. У 1977 закінчив Університет св. Кирила і Мефодія в Скоп'є, магістр права. Люблянський університет (Словенія), доктор міжнародних відносин (1981). Професор.
З 1991 по 1993 — міністр закордонних справ Македонії.
З 1993 по 1997 — постійний представник Македонії при ООН.
З 1997 — професор в Університету Св. Кирила та Мефодія в Скоп'є.